# Kivikarit (klippor)
Kivikarit är öar i Finland. De ligger i Skärgårdshavet och i kommunen Gustavs i landskapet Egentliga Finland, i den sydvästra delen av landet. Öarna ligger omkring 66 kilometer väster om Åbo och omkring 220 kilometer väster om Helsingfors.
Arean för den av öarna koordinaterna pekar på är 6,6 hektar och dess största längd är 460 meter i nord-sydlig riktning. Runt Kivikarit är det mycket glesbefolkat, med 7 invånare per kvadratkilometer. Närmaste större samhälle är Nystad, 16,2 km nordost om Kivikarit.